# 剑齿鲑
剑齿鲑（学名：Oncorhynchus rastrosus），又稱獠牙鮭，是鲑形目鲑科麻哈鱼属的一种已灭绝的史前鲑鱼，生存于中新世晚期到上新世早期的北美洲太平洋沿岸。牠們身长约 2.7（8英尺10英寸），比现存已知所有的鲑鱼要大，但相信劍齒鮭同樣具有洄游的習性。劍齒鮭的名稱來自於雄性上顎吻部末端所突出的一對長約2—3（0.79—1.18英寸）的劍齒，劍齒可能是用來進行雄性之間的展示與競爭所用。劍齒鮭擁有較現存近親更大的鰓耙，因此科學家推測牠們是以浮游生物為食。